# 科菲·安南
科菲·阿塔·安南（英語：Kofi Atta Annan；1938年4月8日—2018年8月18日）出生于加納庫馬西，曾任聯合國秘書長，由於在眾多國際問題上處理得宜，各國給予他高度評價，因此獲得“世界總統”的稱譽。2001年榮獲諾貝爾和平獎。

## 生平
科菲·安南是双胞胎之一，孪生的姐姐在1991年去世。
1961年至1962年，安南在日内瓦高级国际关系学院学习。
1962年，安南留在日内瓦为世界卫生组织工作，之后得到了晋升。
1972年獲得美國麻省理工學院碩士學位。
1993年安南当选为時任秘書長布特罗斯·加利的副手。1997年1月1日开始了作为聯合國秘书长的第一个任期，是第一个出任此职位的黑人，2002年1月1日获得连任。他的连任在某种程度上出乎人们的意料。因為一般來說，秘书长一职每两任就會在各大洲的代表之間做变更。来自非洲埃及的加利从1992年便当选，而來自非洲加納的安南接替了他的工作，本來安南只会任职一届，但安南依然获得了安理会的推举。
2001年12月10日，安南因協助創建全球基金會和聯合國一起獲得了諾貝爾和平獎，以表揚他們為「一個更有組織和更和平的世界」而作出的努力。該基金會以专门为防治艾滋病、肺结核和疟疾為成立宗旨。
2003年，美國入侵伊拉克，安南呼籲英美兩國不要在沒有聯合國的同意下出兵。2004年，安南宣佈美國對伊的入侵和佔領都是非法的，但在此期间媒体爆出安南的儿子利用伊拉克「石油换食品计划」贪污的丑闻。
安南支持派駐聯合國維和部隊前往蘇丹，他也著手推動一些關於女性權利的工作。於2006年12月31日任满退休，之前的同年9月，安南發表離職宣言，當中提到當今世界兩項最值得關注的問題是非洲的暴力屠殺和阿拉伯与以色列之間的種族衝突。
2012年2月23日，他出任联合国与阿盟联合特使，到叙利亚等国展开斡旋行动，以解决叙利亚危机，并提出了安南六点和平计划。2012年8月31日任期结束。
2018年8月18日，安南于瑞士聯邦首都伯恩病逝，享壽80岁。

## 著作
《安南回忆录—干预：战争与和平中的一生》，中文版2012译林出版社

## 个人生活
1965年，他与尼日利亚女性Titi Alakija结婚，两人育有一个女儿Ama和一个儿子Kojo。1970年代后期，两人离婚。1981年，他与在联合国工作的律师Nane Lagergren相恋。1984年两人结婚。
安南通曉英語、法語及非洲多種語言。

## 荣誉

### 勋章奖章
- 2000年：Companion of the Order of the Star of Ghana（英语：Order of the Star of Ghana）[8]
- 2001年：Grand Cross with Collar of the Order of the Star of Romania（英语：Order of the Star of Romania）
- 2005年：Grand Collar of the Order of Liberty（英语：Order of Liberty） ( 葡萄牙)
- 2006年：Knight Grand Cross of the Order of the Netherlands Lion（英语：Order of the Netherlands Lion）
- 日本旭日大绶章（2007年公布[9]）
- 2007年：Grand Decoration of Honour in Gold with Sash for Services to the Republic of Austria（英语：Decoration for Services to the Republic of Austria）
- 2007年：Honorary Knight Grand Cross of the 聖米迦勒及聖喬治勳章 (GCMG) ( 英国)[10]
- 2008年：Grand Cross 1st class of the 联邦十字勋章 ( 德国)[11]

### 奖项
2000年：Kora All Africa Music Awards in the category of Lifetime Achievement
2001年：与联合国共獲諾貝爾和平獎。
2002年：winner of the "Profiles in Courage Award", given by the JFK Memorial Museum
2002年：The American Whig-Cliosophic Society 詹姆斯·麦迪逊信息自由奖
2003年：美国文理科学院外籍院士
2003年：Freedom Prize of the Max Schmidheiny Foundation at the University of St. Gallen
2003年：英迪拉·甘地和平奖
2006年：International World Order of Culture, Science and Education, Award of the European Academy of Informatization, Belgium
2006年：Inter Press Service, International Achievement Award for Annan's lasting contributions to peace, security, and development
2006年：Olof Palme Prize
2007年：獲得世界经济论坛的特別獎項Wooden Crossbow。
2007年：People in Europe Award of Verlagsgruppe Passau
2007年：MacArthur Foundation, MacArthur Award for International Justice
2007年：North-South Prize of 欧洲议会
2008年：Peace of Westphalia Prize
2008年：哈佛大学 Honors Prize
2008年：Gottlieb Duttweiler Prize
2008年：Peace of Westphalia Prize – Münster (Westfalen)
2008年：Open Society Award – CEU Business School Budapest
2012年：孔子和平獎

### 名誉学位
- 夸梅·恩克鲁玛科技大学（英语：Kwame Nkrumah University of Science and Technology），(库马西)，Honorary Doctor of Science，24 August 1998
- 和平大学，Honorary President，1999
- 隆德大学，法學名譽博士，1999
- 爱尔兰国立大学，法學名譽博士，22 January 1999
- 德累斯顿工业大学，榮譽博士學位，27 April 1999
- 霍华德大学，Honorary Doctorate of humane letters，8 May 1999
- 布拉迪斯拉發夸美紐斯大學，doctor honoris causa，15 Jun 1999
- 聖母大學，Doctor of Letters，honoris causa，21 May 2000
- 薛顿贺尔大学，西东大学怀特海德学院，名譽博士，February 2001
- 布朗大学，法學博士，honoris causa，28 May 2001
- Liberty Medal（英语：Liberty Medal） International Selection Commission，Liberty Medal，4 July 2001
- 柏林自由大学，doctor honoris causa，13 July 2001
- 蒂尔堡大学，名譽博士，2002
- 阿爾卡拉大學，Doctor Honoris Causa，9 April 2002
- 西北大学，Doctor of Laws，21 June 2002
- 浙江大学，2002年10月14日[16]
- 匹茲堡大學，honorary Doctor of Public and International Affairs degree 21 October 2003
- 根特大学（比利時），doctor honoris causa 21 March 2003
- 卡爾頓大學，Legum Doctor，honoris causa，9 March 2004
- 渥太華大學，Doctor of the University Degree，9 March 2004
- 宾夕法尼亚大学，Doctor of Laws，honoris causa，16 May 2005
- 里斯本新大學，doctor honoris causa，12 October 2005
- 喬治華盛頓大學，Doctor of Public Service，5 May 2006
- 东京大学，名譽博士，18 May 2006
- 乔治城大学，Doctor of Humane Letters，honoris causa，30 October 2006
- 圣加仑大学，Switzerland，Max Schmidheiny Foundation Freedom Prize (originally awarded 2003，but postponed due to Annan's illness)，18 November 2006
- 普林斯顿大学，Crystal Tiger Award，28 November 2006
- 伦敦国王学院，法學博士，honoris causa，28 May 2008
- 格拉斯哥卡利多尼安大學，法學博士，18 November 2011